# شهرزاد ریاضی
شهرزاد ریاضی (زاده ۶ آذر ۱۳۵۸ در تهران) مربی رشته والیبال اهل ایران است. وی دارای مدرک تحصیلی دکتری عصب و عضله و همچنین دارای مدرک مربیگری سطح ۲ بین‌المللی و مربیگری تخصصی بدنسازی والیبال است. ریاضی همچنین اولین لژیونر رشته فیتنس زنان در ایران محسوب می‌شود که در کشور امارات کار خود را در این رشته پیش برده است.

## افتخارات
- ۲ مقام نایب‌قهرمانی مسابقات همبستگی کشورهای اسلامی (به عنوان بازیکن)
- قهرمانی در لیگ برتر والیبال زنان ایران به همراه تیم پرسپولیس (به عنوان بازیکن)
- قهرمانی در لیگ برتر والیبال زنان ایران به همراه تیم سایپا (به عنوان سرمربی)
- نایب‌قهرمانی رقابت‌های قهرمانی باشگاه‌های زنان آسیا به همراه تیم سایپا (به عنوان مربی[۲][۳][۴])[۵][۶][۷][۸][۹][۱۰]